# Buenos Aires, ciudad de ensueño
Buenos Aires, ciudad de ensueño es una película argentina muda y en blanco y negro, escrita y dirigida por José Agustín Ferreyra, y estrenada el 26 de septiembre de 1922. El filme estuvo estelarizado por Lidia Liss, Jorge Lafuente, María Eugenia Castro, Enrique Parigi y Carlos Dux.
Fueron director de fotografía el futuro actor y director Carlos Torres Ríos, y su ayudante el futuro director de fotografía Roque Funes.

## Sinopsis
El filme narra historias personales desvelando las metas de cada uno de los personajes; su filosofía es que:

"el sueño de cada uno que a cada uno no le deparará la felicidad asequible pero lo mantendrá en la ilusión. Saber que la felicidad no es descartable. Que el triunfo no es imposible. Que el destino tiene su mano generosa."

## Elenco
- Lidia Liss como Magdalena, la cocotte.
- Jorge Lafuente como Juan de Dios, el campesino.
- María Eugenia Castro como Rosa Juana, la soñadora.
- Enrique Parigi como Enrique, el de la ciudad.
- Carlos Dux como Demetrio, , el poetastro.
- Elena Guido como Lina, la sacrificada.
- Carlos Lasalle como Alberto, el patoterito.
- Elsa Rey como Elsa, la campesina.